# Trespass (album)
| Recensione | Giudizio    |
| ---------- | ----------- |
| AllMusic   |             |
| Ondarock   | Consigliato |

Trespass è il secondo album in studio del gruppo musicale britannico Genesis, pubblicato il 23 ottobre 1970 dalla Charisma Records.

## Storia
L'album fu inciso da una nuova etichetta discografica, la Charisma, con cui i Genesis pubblicheranno sino al 1981, con un nuovo produttore, John Anthony, e un nuovo batterista, John Mayhew. Quest'ultimo lascerà il gruppo subito dopo le registrazioni di quest'album, come pure Anthony Phillips, chitarrista e cofondatore, il quale proseguirà in una carriera come solista.
Rispetto al primo album, registrato due anni prima ma pubblicato solo a marzo del 1969, lo stile compositivo del gruppo aveva subito una metamorfosi dal pop-rock dell'esordio a brani di più ampio respiro, non legati necessariamente alla forma canzone e con estesi sviluppi strumentali a metà strada fra il rock e la musica sinfonica. L'uso del Mellotron richiama le sonorità dei primi King Crimson (l'influenza di In the Court of the Crimson King in questa fase è stata, a posteriori, più volte dichiarata dagli stessi Genesis) e il disco nel suo complesso contribuì a far inserire il gruppo nel filone del rock progressivo.
Le due tracce più lunghe dell'album, Stagnation e The Knife, rimasero parte del repertorio concertistico del gruppo per due o tre anni, nonostante i cambi di formazione. Il tema finale di Stagnation sarà ripreso anche nei concerti dal 1977 in poi come variazione all'interno del brano I Know What I Like (documentata anche nell'album dal vivo Seconds Out) ed una versione abbreviata di The Knife verrà utilizzata occasionalmente come bis dei concerti negli anni ottanta. Altri brani della durata media di 7 minuti sono Looking for Someone, White Mountain (ispirata al romanzo di Jack London, Zanna Bianca) e la canzone d'amore Visions of Angels, originariamente scartata da From Genesis to Revelation e qui ampliata da nuovi passaggi strumentali. Da segnalare infine il brano acustico Dusk, la cui prima stesura risale anch'essa al 1967-68, come testimonia il demo incluso nel cofanetto Genesis Archive 1967-75 del 1998.
È grazie a Trespass che i Genesis cominciano ad affermarsi nell'Europa del Nord ed in particolare in Belgio (1ª posizione in classifica) e nei Paesi Bassi, ben prima che in patria.

## Copertina
La copertina dell'album è opera dell'artista Paul Whitehead, cui il gruppo commissionerà la grafica di altri due album dopo questo. L'immagine è in realtà il ricalco di un disegno a china realizzato nel 1911 dall'illustratore e scenografo ungherese Willy Pogany (1882-1955) per il libretto del Tannhäuser di Richard Wagner; dalla medesima fonte proviene anche il capolettera gotico del titolo Trespass (che con Tannhäuser ha in comune appunto l'iniziale «T»).
Il cantante dei Genesis Peter Gabriel rivendica a sé l'idea che il disegno di copertina appaia sfregiato da un coltello, allusione al brano The Knife ma anche metafora della compresenza nella musica del gruppo di temi pastorali (espressi nello stile del disegno stesso) e altri più aggressivi, nonché più in generale del contrasto fra eleganza vittoriana e violenza repressa, tipico secondo Gabriel del subconscio inglese; questo tema ricorrerà anche in lavori successivi dei Genesis, come Nursery Cryme e Selling England by the Pound. La composizione grafica finale consiste nel disegno originale di Whitehead fotografato nuovamente per includervi appunto, sul retro, un vero coltello conficcato.

## Tracce
Testi e musiche di Tony Banks, Peter Gabriel, Anthony Phillips e Mike Rutherford.
Lato A
1. Looking for Someone – 7:00
2. White Mountain – 6:44
3. Visions of Angels – 6:50

Lato B
1. Stagnation – 8:45
2. Dusk – 4:15
3. The Knife – 8:55

## Formazione
- Peter Gabriel – voce, flauto, fisarmonica, grancassa, tamburello
- Anthony Phillips – chitarra acustica 12 corde, chitarra elettrica solista, salterio, cori
- Mike Rutherford – chitarra acustica 12 corde, basso elettrico, chitarra nylon, violoncello, cori
- Tony Banks – organo, mellotron, pianoforte, chitarra, cori
- John Mayhew – batteria, percussioni, cori

## Classifiche
| Classifica (2021) | Posizione massima |
| ----------------- | ----------------- |
| Grecia            | 33                |